# Комло
Комло (мађ. Komló) град је у Мађарској. Комло је други по величини град у оквиру жупаније Барања, после седишта жупаније Печуја.
Град има 26.210 становника према подацима из 2008. године.
Град је познат као једно од средишта рударства у Мађарској. Овде постоји ФК Комло Бањас.

## Географија
Град Комло се налази у јужном делу Мађарске. Од престонице Будимпеште град је удаљен око 160 km јужно. Од најближег већег града Печуја град је удаљен свега 10ак километара. Град се налази у средињшем делу Панонске низије, у области острвске планине Мечек.

## Становништво
По процени из 2017. у граду је живело 22.997 становника.
| 1990.  | 2001.  | 2011.  | 2017.  |
| ------ | ------ | ------ | ------ |
| 29.973 | 27.081 | 24.394 | 22.997 |

### Попис1910.
| Комло | Комло |
| --- | --- |
| Језик | Вера |
| <div style="border:solid transparent;position:absolute;width:100px;line-height:0; укупно: 2.531 Немачки 1.329 (52,50%) Мађарски 1.152 (45,51%) Хрватски 4 (0,15%) Румунски 3 (0,11%) Словачки 3 (0,11%) остали 40 (1,58%) - (-%) | укупно: 2.531 Римокатол. 2.460 (97,19%) Лутерани 36 (1,42%) Јевреји 19 (0,75%) Гркокатолици 6 (0,23%) Калвинисти 6 (0,23%) Православци 1 (0,03%) остали 3 (0,11%) |

Напомена: Исказано заједно са насељима Кишбатањ, Мечекфалу (раније Сопок) и Мечекјаноши, која су укинута. У рубрици осталих језика највећи број особа исказао је ромски језик.

## Партнерски градови
- Бејуш
- Ерањи
- Некартенцлинген
- Валпово
- Ториче